# Aigües de Banyoles
Aigües de Banyoles, S.A.U. és una empresa dedicada a la captació, el tractament i a la distribució d'aigua a la ciutat de Banyoles i rodalia. L'aigua que gestionen prové de l'Estany de Banyoles, es processa en les instal·lacions de l'empresa al passeig de la Puda i posteriorment es canalitza fins a un dipòsit ubicat a Sant Martirià. Dona servei a tot el nucli urbà de Banyoles, a les Zones Industrials i a les poblacions veïnes de Porqueres i Camós. El seu director general des de gener de 2018 és Santi Vila i Vicente.

## Història
- 1929 - El 19 d'agost de 1929 es va constituir la companyia d'aigües de Banyoles, que prengué el nom d'Aguas Potables de las Deus, S.A.
- 1929 - El mes de setembre de 1929 va presentar el seu projecte a l'Ajuntament de Banyoles per la captació d'aigua de les Deus.
- 1929 - Un cop preparat el projecte, la nova societat va iniciar la seva activitat el dia 1 d'octubre de 1929.
- 1930 - El 20 de gener de 1930 va tenir lloc el ple municipal definitiu. L'Ajuntament li va atorgar una concessió per 99 anys, a partir de l'1 de gener de 1931, és a dir, fins a l'1 de gener de 2030.
- 1950 - Davant la persistència de l'escassetat d'aigua, el mes de març de 1950 es va considerar una nova captació i no podia ser altra que les aigües de l'estany.
- 1952 - El 1952 es va adquirir un terreny al passeig de la Puda, per a l'emplaçament de les noves instal·lacions.
- 1953 - Compra d'altres terrenys el Puig d'en Colomer per emplaçar-hi els dipòsits reguladors i el transformador d'energia elèctrica.
- 1953 - La nova captació es va inaugurar a finals de 1953 i es va crear la nova societat Aguas Potables de Bañolas, S.A. amb domicili social al Passeig de la Puda, 70. Aquesta no va ser totalment operativa fins ben entrat el 1954.
- 1992 - Aguas Potables de Bañolas, S.A. el 1992 va canviar el seu nom oficial, encara en castellà, per Aigües de Banyoles, S.A.
- 2018 - És nomenat director general el que fou conseller de la Generalitat de Catalunya, Santi Vila i Vicente i es produeix una gran discussió a nivell mediàtic a Banyoles.

## Procés de captació, tractament i distribució
Infografía on es representa el procés de captació, tractament i distribució:
1. Captació
2. Aljub entrada i pre-cloració total
3. Filtració aigua a reelevar
4. Filtració aigua rodada
5. Dipòsit aigua rodada
6. Línia aigua Camós-Porqueres
7. Línia aigua barri Sant Pere i Zona industrial
8. Aljub aigua a reelevar i post-cloració
9. Motors i línia impulsió al dipòsit del Puig de Sant Martirià
10. Dipòsit de Sant Martirià. Capacitat de 8.600 m2
11. Línia principal de distribució
12. Anella bàsica de distribució població